# La Noce de Fatty
Pour plus de détails, voir Fiche technique et Distribution.
La Noce de Fatty (His Wedding Night) est une comédie burlesque américaine réalisée par Roscoe Arbuckle sorti en 1917.

## Synopsis
Fatty est employé dans un drugstore. Il est fiancé avec Alice, la fille du pharmacien. Mais alors qu’on vient d’apporter la robe de mariée pour que la jeune fille l’essaye, Al, le rival de Fatty, décide de kidnapper Alice afin de l’épouser de force… 

## Fiche technique
- Titre : La Noce de Fatty
- Titre original : His Wedding Night
- Réalisation : Roscoe Arbuckle
- Scénario : Roscoe Arbuckle et Joseph Anthony Roach
- Photographie : George Peters
- Montage: Herbert Warren
- Production : Joseph M. Schenck
- Studio de production : Comique Film Corporation
- Société de distribution : Paramount Pictures
- Pays de production : États-Unis d’Amérique
- Genre : Comédie, Film burlesque
- Format : Noir et blanc - film muet
- Date de sortie :
  - États-Unis : 20 août 1917
- Durée : 23 minutes

## Distribution
- Roscoe "Fatty" Arbuckle : le clerc du drugstore
- Al St. John : Al, le rival
- Buster Keaton : le livreur
- Alice Mann : Alice, la fiancée de Fatty
- Josephine Stevens : la cliente
- Arthur Earle
- Jimmy Bryant
- Alice Lake
- Joe Bordeaux